# Gakken
Gakken Holdings Co., Ltd. (en japonés: 株式会社学研ホールディングス, romanizado: Kabushiki-gaisha Gakken Hōrudingusu) es una editorial japonesa fundada en 1947 por Hideto Furuoka, que también produce juguetes educativos. Sus ventas anuales se reportan en ¥90 mil millones ($789 millones).
Gakken publica libros y revistas educativos y produce otros productos relacionados con la educación. Para los niños en edad preescolar y sus cuidadores, producen artículos como guías de cuidado infantil y enfermería. Para las escuelas primarias, publican libros de texto, enciclopedias y libros de ciencia. Gakken también publica revistas educativas para estudiantes de secundaria, así como guías escolares para todos los niveles. Gakken también ofrece productos para salas de juegos, salas de estudio, salas de informática y salas de ciencias.
Gakken también publica revistas generales orientadas a la familia y al género en deportes, música, arte, historia, animación, cocina y rompecabezas.

## Historia
Gakken es quizás conocido originalmente por producir bloques Denshi y empaquetarlos dentro de kits de juguetes electrónicos como el Gakken EX-System, desde la década de 1970. Una de sus líneas originales, la EX-150, fue reeditada en 2002 y fue tan popular que inspiró un paquete de expansión.
En 1981, Gakken lanzó "Super Puck Monster", un juego de arcade LCD de mesa que se parecía a Pac-Man. Coleco también obtuvo la licencia de "Super Puck Monster" y lo lanzó como un juego oficial de Pac-Man. Gakken también lanzó un juego Dig Dug oficial, a diferencia de "Super Puck Monster", este juego solo se vendió en Japón y nunca se exportó.
En octubre de 1983, se lanzó la consola Gakken Compact Vision TV Boy.
Desde 1993, Gakken ha estado publicando revistas mensuales de acertijos lógicos bajo el nombre de Logic Paradise.
Gakken fabricó una computadora de 4 bits conocida como GMC-4.